# Joseph Martin (homme d'affaires)
Pour les articles homonymes, voir Joseph Martin et Martin.
Joseph Martin, né le 8 mai 1923 à Vénosc et mort le 30 juin 2005 à Mont-de-Lans, fils de colporteurs, puis de restaurateurs (Hôtel des 3 Martin), a rejoint le mouvement Jeunesse et Montagne pendant la Seconde Guerre mondiale.
Il rachète un téléski à une famille lyonnaise (téléski de Pied Moutet). Fondateur de la station des Deux Alpes, au sens où il a installé la première remontée de la station, et inventeur du premier forfait (tout compris), il est chevalier de la Légion d'honneur.